# Dsmitryj Dawidowitsch
Dsmitryj Dawidowitsch (belarussisch Дзмітрый Давідовіч; * 8. Juli 1987 in Minsk, Belarussische Sozialistische Sowjetrepublik, UdSSR) ist ein belarussischer Tischtennisspieler. Er ist Rechtshänder und verwendet als Griff die europäische Shakehand-Schlägerhaltung. Er wurde im Jahr 2003 mit der Mannschaft Europameister.

## Turnierergebnisse
| Verband | Veranstaltung               | Jahr | Ort        | Land | Einzel    | Doppel    | Mixed      | Team |
| ------- | --------------------------- | ---- | ---------- | ---- | --------- | --------- | ---------- | ---- |
| BLR     | Europameisterschaft         | 2003 | Courmayeur | FRA  | letzte 64 |           |            | 1    |
| BLR     | Pro Tour                    | 2006 | Zagreb     | HRV  | Qual.     | letzte 64 |            |      |
| BLR     | Pro Tour                    | 2005 | Stockholm  | SWE  | Qual.     | letzte 16 |            |      |
| BLR     | Jugend-Europameisterschaft  | 2005 | Prag       | CZE  | letzte 32 | letzte 32 | letzte 128 | 25   |
| BLR     | Schüler-Europameisterschaft | 2002 | Moskau     | RUS  |           | Gold      |            | 3    |
| BLR     | Jugend-Weltmeisterschaft    | 2005 | Linz       | AUT  | letzte 64 | letzte 32 | letzte 64  |      |